# ضفيرة قطنية
الضفيرة القطنية: Lumbar plexus هي شبكة من الألياف العصبية تشكلها الفروع الأمامية للأعصاب الشوكية القطنية الأربعة الأولى ، الموجودة في أسفل الظهر.

## Additional images

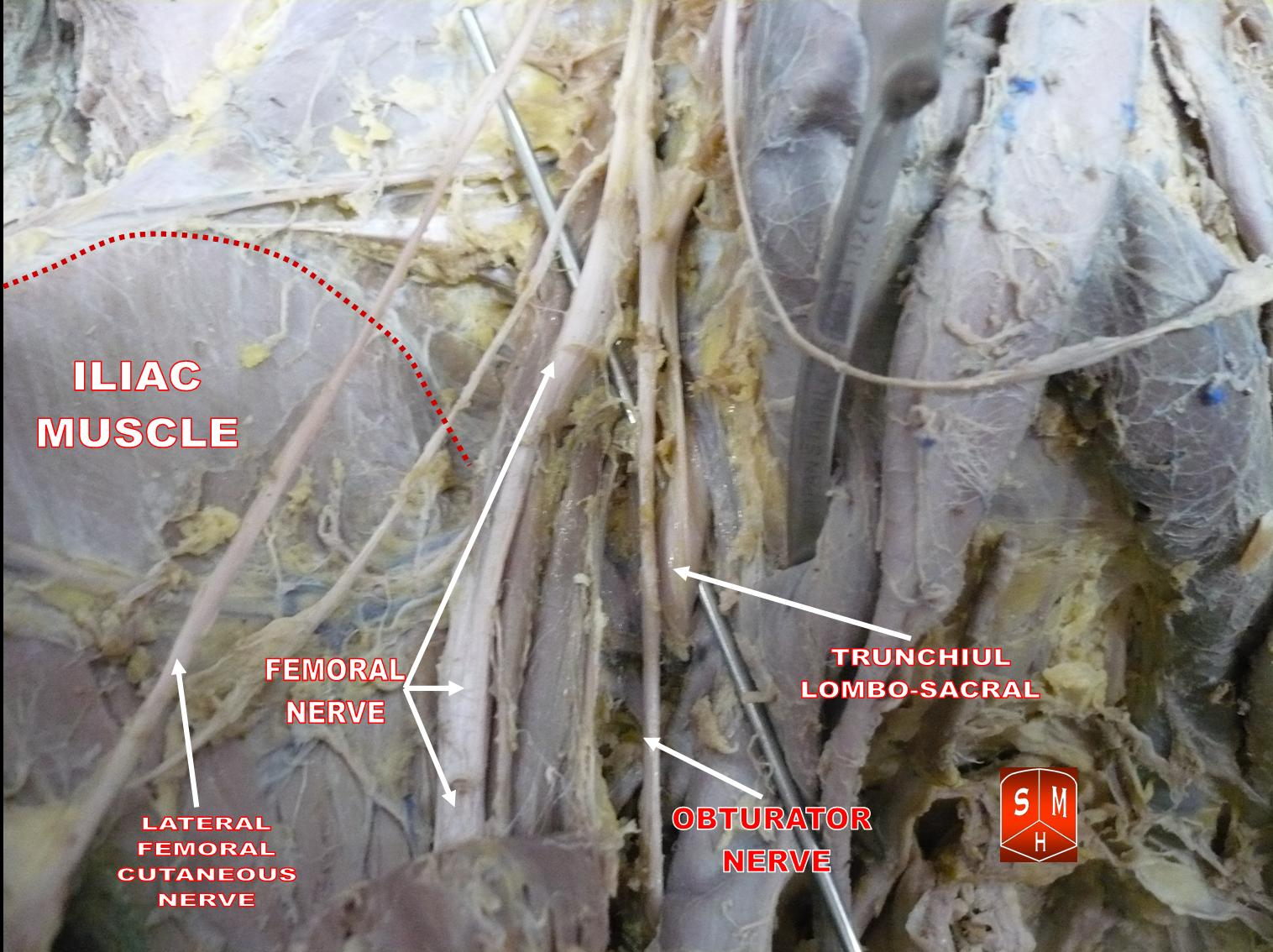
الضفيرة القطنية بعد التشريح.